# Пупкова Раїса Василівна
Раїса Василівна Пупкова (нар. 1957) — українська радянська діячка, формувальниця Харківської панчішної фабрики. Депутат Верховної Ради УРСР 11-го скликання.

## Біографія
Освіта середня.
З 1975 року — формувальниця Харківської панчішної фабрики імені 50-річчя Великої Жовтневої соціалістичної революції.
Потім — на пенсії в місті Харкові.

## Нагороди
- ордени
- медалі
- знак ЦК ВЛКСМ «Молодий гвардієць п'ятирічки»